# Abdoulaye Idrissa Maïga

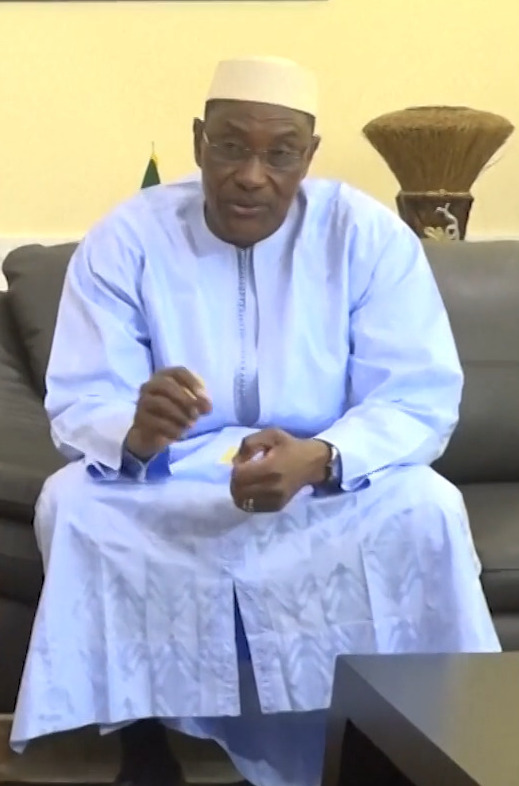
Abdoulaye Idrissa Maïga

Abdoulaye Idrissa Maïga (* 11. März 1958 in Gao, Französisch-Sudan, heute: Mali) ist ein malischer Politiker der Rassemblement pour le Mali (RPM). Er bekleidete von April bis Dezember 2017 das Amt des Premierministers von Mali.

## Leben
Maïga absolvierte nach dem Schulbesuch ein Studium am Institut polytechnique Rural (IPR) in Katibougou, das er 1981 mit einem Diplom als Ingenieur für angewandte Wissenschaft mit dem Schwerpunkt Zucht abschloss. In der Folgezeit war er als Fachmann für integrierte ländliche Entwicklung, für Projekte der Systemevaluation sowie ländlicher Systeme tätig, aber auch für landwirtschaftliche Projekte und für Fragen natürlicher Ressourcen. 1982 wurde er Leiter der Zweigstelle des Ministeriums für Viehzucht und Fischerei in Gao und fungierte von 1990 bis 1999 als Vize-Generalsekretär der Malischen Vereinigung für Menschenrechte AMDH (Association malienne des Droits de l’Homme). Anschließend war er zwischen 1999 und 2001 als Koordinator für Viehzuchtprojekte in der Region Mopti tätig, ehe er 2001 als Forschungswissenschaftler im Ministerium für ländliche Entwicklung sowie Beauftragter für interministerielle Planungs- und Statistikprogramme beschäftigt wurde. Danach fungierte er von 2003 bis 2008 als Leiter der Abteilung Umweltstudien und Umweltschutz der Agentur für das Nigerbecken (Agence du Bassin du Fleuve Niger) in Bamako und anschließend als Berater für nationale und internationale Organisationen.
2013 war Maïga, der Mitglied der Rassemblement pour le Mali (RPM) ist, Direktor der erfolgreichen Wahlkampfkampagne von Ibrahim Boubacar Keïta bei der Präsidentschaftswahl in Mali 2013. Am 11. April 2014 wurde er im Kabinett von Premierminister Moussa Mara Minister für Umwelt, Wasser und Sanitärversorgung (Ministre de l’Environnement, de l’Eau et de l’Assainissement). Er übernahm nach der Entlassung von Tieman Coulibaly am 6. September 2016 das Amt des Ministers für Verteidigung und Veteranen (Ministre de la Défense et des Anciens combattants) im Kabinett von Premierminister Modibo Keïta. Am 10. April 2017 löste er schließlich Keïta ab und übernahm selbst das Amt des Premierministers. Am 11. April 2017 stellte er sein Kabinett vor, dem Tiéna Coulibaly als Verteidigungsminister und Tieman Coulibaly als Minister für Territorialverwaltung angehören. Außenminister blieb Abdoulaye Diop.
Am 29. Dezember 2017 trat er mit dem gesamten Kabinett zurück. Der Rücktritt wurde nicht begründet. Allerdings war es Maïga nicht gelungen, eine Aussöhnung mit den Touareg im Norden Malis zu erreichen. Die Lage in Mali war durch radikalislamistische Anschläge instabil. Zu seinem Nachfolger wurde der frühere Verteidigungsminister Soumeylou Boubèye Maïga ernannt, seinem am 31. Dezember 2017 eingesetzten und bis April 2019 amtierenden Kabinett gehörten 36 Minister an.